# Strukturviskosität
Strukturviskosität, auch Scherentzähung genannt, ist die Eigenschaft eines Fluids, bei hohen Scherkräften eine abnehmende Viskosität zu zeigen. D. h., je stärker die Scherung ist, die auf das Fluid wirkt, desto weniger viskos (dünnflüssiger) wird es. Im Englischen wird solch ein Fluid daher shear-thinning genannt, im Deutschen also scherverdünnend, was gelegentlich als Synonym für strukturviskos verwendet wird.
Die Abnahme der Viskosität entsteht durch eine Strukturänderung im Fluid, die dafür sorgt, dass die einzelnen Fluid-Partikel (z. B. Polymerketten) besser aneinander vorbei gleiten.
Da in einem strukturviskosen Fluid die Viskosität bei wachsender Scherung nicht konstant bleibt, wird es als nichtnewtonsches Fluid klassifiziert. Andere Fluide aus dieser Klassifizierung haben u. a. folgende Eigenschaften:
- Dilatanz: das Gegenteil von Strukturviskosität, d. h. Viskositätsanstieg bei steigender Scherung, auch Scherverzähung genannt
- Thixotropie: Viskositätsabfall mit der Belastungsdauer
- Rheopexie: Viskositätsanstieg mit der Belastungsdauer

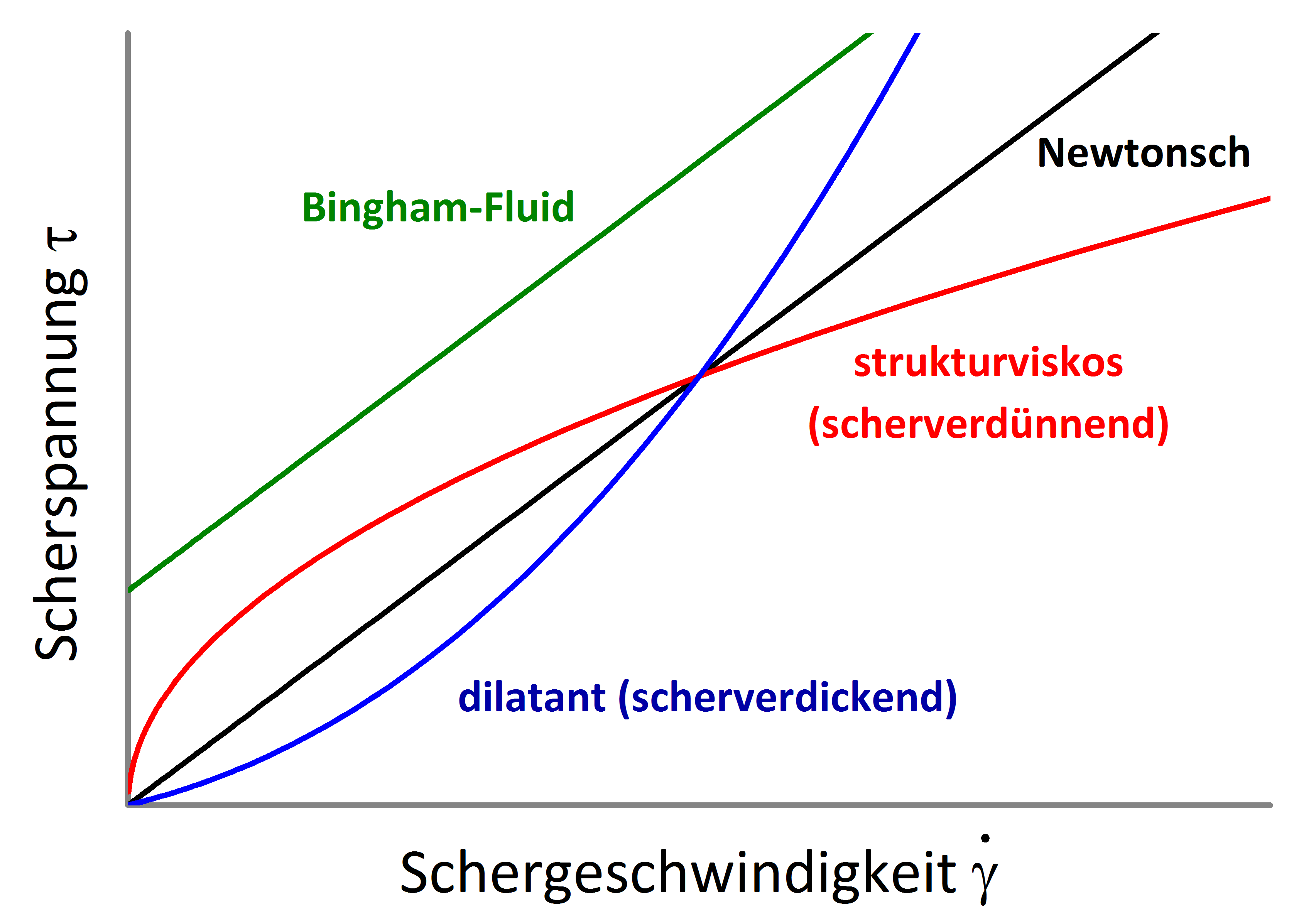
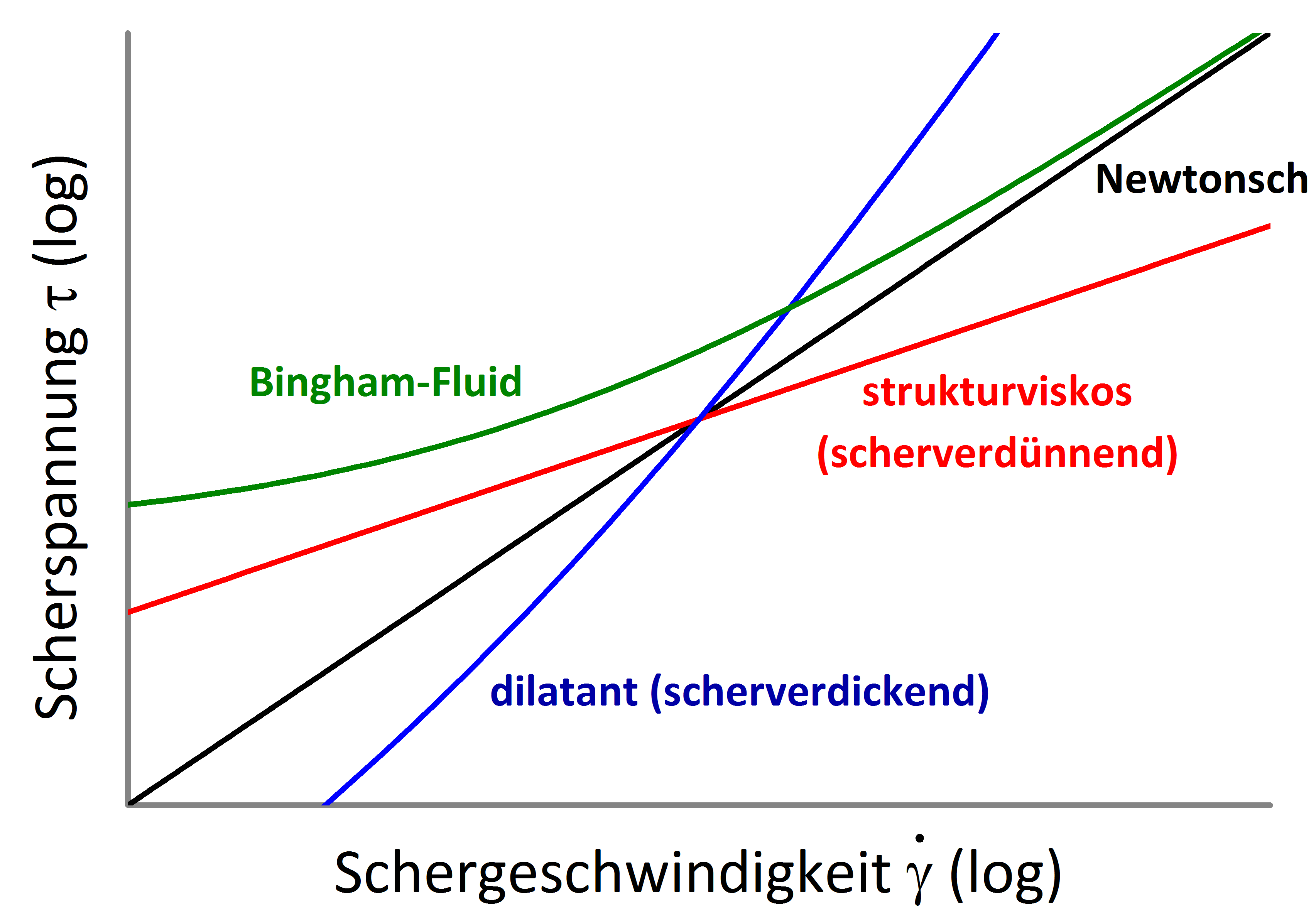
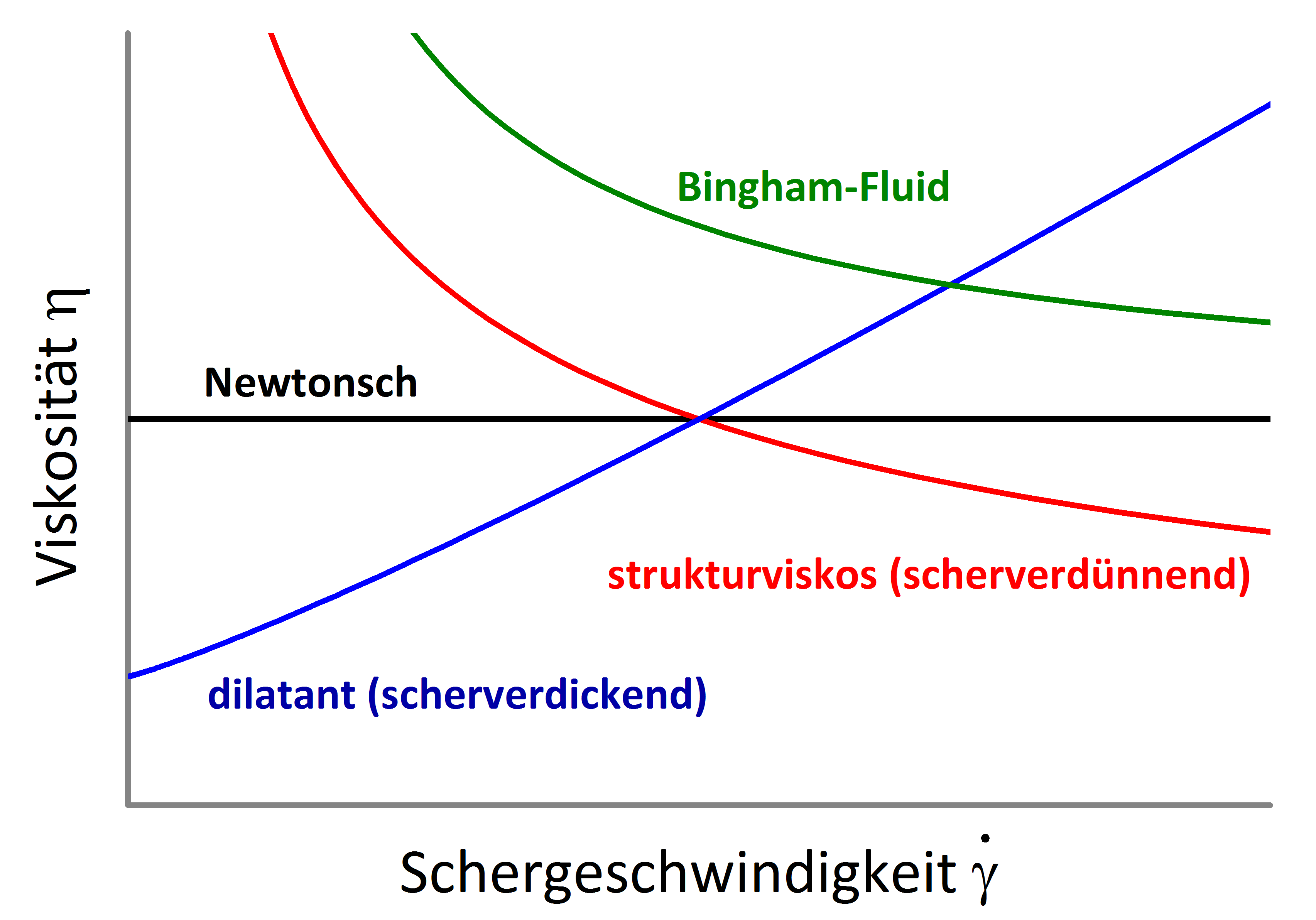
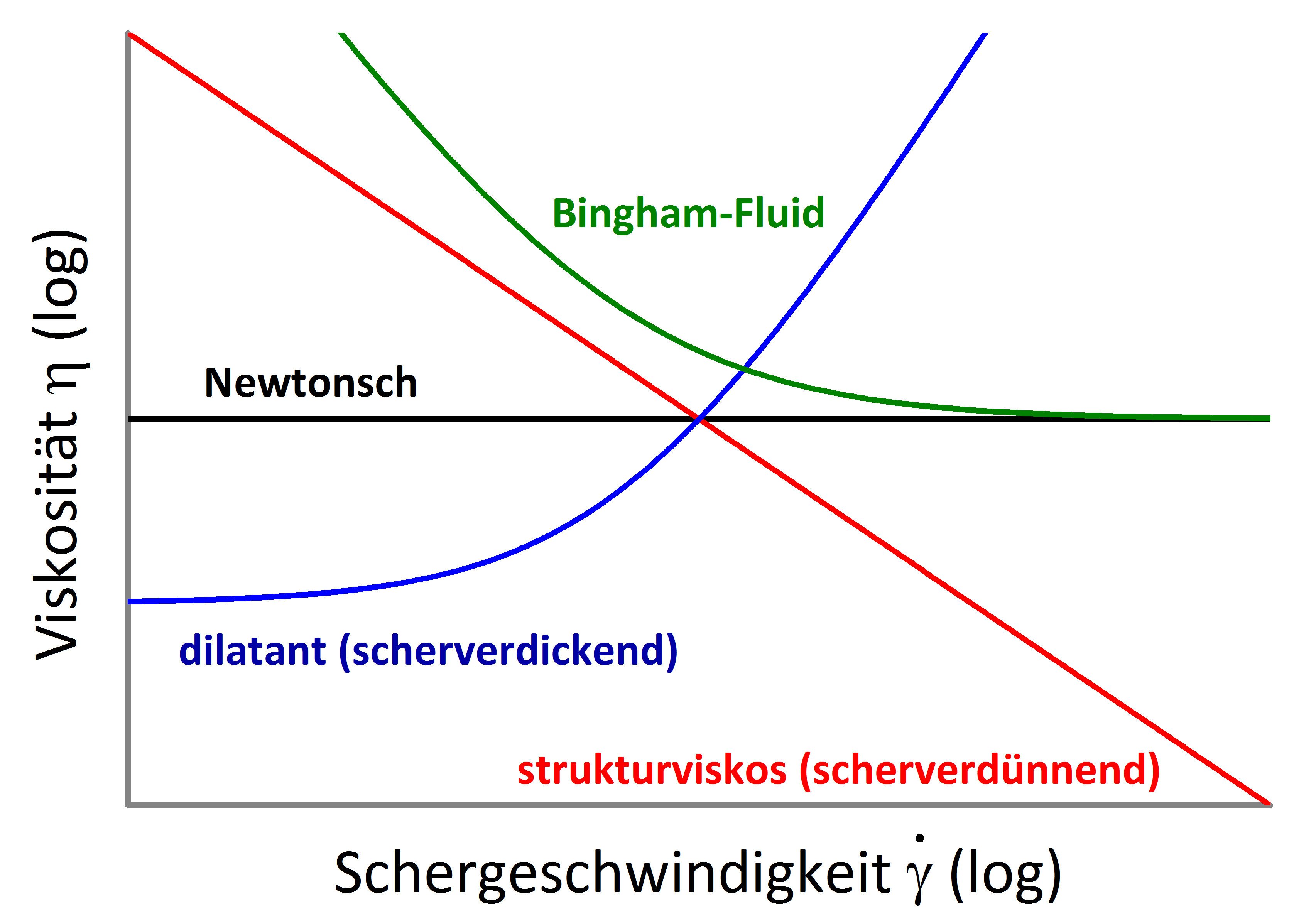

## Beispiele für strukturviskose Fluide
- In Polymerlösungen und -schmelzen sind die einzelnen Polymerketten miteinander verschlauft (= verhakt). Bei steigender Scherkraft lösen sich diese Verschlaufungen und die Viskosität sinkt. Dieser Effekt spielt bei der Verarbeitung von Thermoplasten eine große Rolle.
- Nicht-tropfende Wandfarbe tropft nicht von der Rolle, da die Scherung klein und somit die Zähigkeit bzw. Viskosität groß ist, wogegen sie auf die Wand leicht aufzutragen ist, da die dünne Schicht zwischen Wand und Rolle eine große Scherung hervorruft und somit die Viskosität klein ist.
- Blut hat bei kleinen Scherkräften eine hohe Viskosität. Bei stärkeren Scherkräften verformen sich die roten Blutkörperchen zu eher länglichen Gebilden. Dadurch kann das Blut besser durch die kleinen Adern fließen.
- Assoziative Materialien sind Systeme, bei denen sich über physikalische Wechselwirkungen, beispielsweise Wasserstoffbrückenbindungen oder Ion-Dipol-Wechselwirkungen, kleine Moleküle zusammenlagern – zu supramolekularen Systemen. Durch Scherung werden diese (im Vergleich zu kovalenten Bindungen) schwachen Bindungen aufgebrochen, was die Viskosität senkt. Die Besonderheit hierbei ist, dass die Bindungen erst nach einer gewissen materialspezifischen Zeit sich vollständig zurückbilden (→ Thixotropie). Technisch wichtige Vertreter sind Ionomere.
- Der Schleim von Landschnecken ist strukturviskos, sonst könnten sie sich nicht fortbewegen.

## Fließgrenze
Bei Systemen mit Füllstoffen tritt eine Besonderheit auf. Man kann beispielsweise Blut als eine Suspension aus Wasser und diversen Feststoffen (roten Blutkörperchen) begreifen. Wenn sich die Feststoffe in einer bestimmten Formation zusammenlagern, ergibt sich ein verändertes Fließverhalten. Bei geringen Scherraten tritt eine starke Fließbehinderung ein, die man als Fließgrenze bezeichnet. Ein einfacher Vertreter dieser Stoffe ist das Bingham-Fluid.
Die Fließgrenze ist beispielsweise von Bedeutung, wenn versucht wird, aus einer Ketchupflasche, die längere Zeit nicht bewegt wurde, etwas Ketchup zu entnehmen. Entweder die aufgebrachte Scherbeanspruchung ist sehr gering, dann tut sich nichts, oder die Fließgrenze wird durch starke Beanspruchung überwunden, dann kommt viel zu viel heraus.